# Leeds East Airport

i7
i11
i13
Der Leeds East Airport Church Fenton ist ein britischer Flugplatz in North Yorkshire, England. Der frühere Militärflugplatz, die ehemalige Royal Air Force Station Church Fenton, kurz RAF Church Fenton liegt 7 km südöstlich Tadcasters und 10 km nordwestlich von Selby in der Nähe des Dorfes Church Fenton.

## Geschichte

### RAF Church Fenton
Der Bau des Flugplatzes begann 1936 während der beginnenden Hochrüstung vor dem Zweiten Weltkrieg. Die Royal Air Force Station, kurz RAF Church Fenton, wurde am 1. April 1937 eröffnet. Ihr erster Nutzer war die mit Gloster Gladiator ausgerüstete No. 72 Squadron.
Während des Zweiten Weltkriegs diente Church Fenton dem RAF Fighter Command als Stützpunkt von Abfangjägern zur Luftverteidigung der Industrieregion Leeds, Bradford, Sheffield und Humberside. Die im September 1940 hier aufgestellte No. 71 Squadron war die erste aus US-amerikanischen Freiwilligen gebildete sogenannte Eagles-Squadron.
Der Platz beherbergte im weiteren Kriegsverlauf auch die ersten kanadischen und polnischen Staffeln innerhalb der RAF, die 242. und 306. Staffel. Hier lagen während des Kriegs verschiedene weitere Staffeln und zwischen 1940 und 1942 auch ein Umschuleinheit für Nachtjäger.
Nach dem Krieg blieb Church Fenton eine Jagdfliegerbasis und die erste Friedensbasis der Meteor, des ersten britischen Düsenjägers. In den 1950er Jahren lag hier bis 1957 mit der 609. Squadron eine Reservestaffel.
Später kam die Station zum RAF Flying Training Command und zwischen 1962 und 1966 und im Hinblick auf den Zulauf des Tornados nochmals von 1979 bis 1992 Basis der mit Jet Provost ausgerüsteten No. 7 Flying Training School. Für einige Jahre lag hier auch die Royal Navy Elementary Flying Training School (REFTS) mit ihren Bulldogs.
Church Fenton war ab 1992 die erste mit Tucano ausgerüstete Trainingsbasis, und zwischen 1998 und 2003 war der Platz die wichtigste Basis für die fliegerische Grundausbildung der RAF. Daneben lagen hier auch Motorsegler zur Basisschulung.
Die Station wurde Ende 2013 geschlossen, nachdem die letzten hier stationierten Einheiten nach RAF Linton-on-Ouse verlegt worden waren.

## Heutige Nutzung
Das Gelände wurde Ende 2014 bis auf das von Schulgleitern genutzte Areal an einen privaten Investor verkauft, der hier seit Mai 2015 einen zivilen Flugplatz betreibt.